# Luz silenciosa
Luz silenciosa (plautdietsch Stellet Licht) és una pel·lícula mexicana del 2007 escrita i dirigida per Carlos Reygadas. Rodada en una colònia mennonita a prop de Cuauhtémoc, a l'estat de Chihuahua, al nord de Mèxic, explica la història d'un home casat menonita que s'enamora d'una altra dona, amenaçant el seu lloc a la comunitat conservadora. El diàleg és en plautdietsch, el dialecte baix alemany dels mennonites. La pel·lícula va ser seleccionada com a entrada mexicana a l'Oscar a la millor pel·lícula de parla no anglesa, però no va ser seleccionat. La pel·lícula va ser nominada a la millor pel·lícula estrangera als 24è Premis Independent Spirit. Va guanyar nou nominacions, incloses totes les categories principals, als premis Ariel, els premis nacionals mexicans.
Martin Scorsese va descriure l'obra com "Una imatge sorprenent i també molt emotiva", mentre que Barry Jenkins el 2019 la va designar com la millor pel·lícula del segle xxi. Va ser guardonat amb el premi del jurat al 60è Festival Internacional de Cinema de Canes de 2007. El 2017, la pel·lícula va ser nomenada la vint-i-tresena "Millor pel·lícula del segle XXI fins ara" per The New York Times.

## Sinopsi
Comença amb el sol sortint sobre una bella planura. El protagonista Johan, la seva dona Esther i els seus fills seuen silenciosament donant gràcies, després de la qual cosa cada membre de la família de Johan surt de casa seva excepte ell. Un cop està sol, atura el rellotge a la paret i trenca a plorar. Johan va a la feina i comenta amb un company que té una aventura amb una dona soltera que es diu Marianne; deixa clar que la seva dona sap l’afer. En Johan deixa la feina per conèixer Marianne en un camp i comencen a besar-se. A la següent escena, els fills de Johan es banyen i juguen a la vora del riu mentre ell i la seva dona observen. Criden a una de les seves filles per banyar-la i, mentre ho fan, Esther comença a plorar.
Johan explica al seu pare l’afer, però quan surten a parlar-ne, l'escena mostra l’hivern. No s'ofereix cap explicació sobre el canvi d’estació. L’afer de Johan amb Marianne continua; mantenen relacions sexuals a un hotel local mentre els fills de Johan esperen en una furgoneta amb un desconegut, algú a qui Marianne sembla conèixer i confiar. Mentre Johan condueix al seu cotxe amb Esther, ella s'enfronta a ell per l'afer. Diu que vomitarà i l'obliga a aturar el cotxe. Ella fuig agafant un paraigua blau, dient-li que no la segueixi. Trenca plorant al costat d'un camp, té el que el metge descriu més tard com "trauma coronari" i mor.
A la vigília, els amics i la família estan allà per proporcionar-li suport. Johan veu el cos, s'acomiada i surt a buscar aire. De sobte, Marianne apareix a la vigília i li pregunta si pot passar un moment amb el cos d'Esther, cosa que Johan permet. Marianne entra a l'habitació, besa lentament el cos d'Esther als llavis i li deixa una llàgrima a la galta. L'Esther sembla tornar a la vida mentre el pare de Johan posa el rellotge en una paret propera. Johan torna a trencar-se, abans que una de les seves filles digui que "la mare el vol veure". Marianne marxa en silenci mentre Johan es prepara per entrar a la sala on espera Esther. Els darrers minuts són un altre tret de seguiment, amb la posta del sol.

## Repartiment
- Cornelio Wall Fehr com Johan.
- Maria Pankratz com Marianne.
- Miriam Toews com Esther.
- Peter Wall com el pare.
- Jacobo Klassen com Zacarias.
- Elizabeth Fehr coo la mare.

## Producció
Les pel·lícules de Carlos Reygadas són conegudes per les seves seqüències llargues, el seu ritme lent i l'ús d’actors no professionals. Tots els intèrprets de Luz silenciosa són mennonites de comunitats de Mèxic, Alemanya i el Canadà. Entre els intèrprets hi ha Miriam Toews, una autora canadenca que va créixer a la comunitat mennonita de Steinbach (Manitoba) i que ha escrit novel·les relacionades amb aquesta cultura. La pel·lícula va ser una coproducció internacional de companyies de Mèxic, França, i Països Baixos.

## Recepció

### Ressenyes
Al lloc web agregador de ressenyes Rotten Tomatoes, la pel·lícula té una qualificació d’aprovació del 83% basada en 12 ressenyes i una qualificació mitjana de 8,4/10. A Metacritic, la pel·lícula té una puntuació mitjana ponderada de 79 sobre 100, basada en 14 crítics, que indica "ressenyes generalment favorables".
Als Estats Units, el crític de la revista Time va escriure: "Totes les escenes brillen amb una brillantor visual i emocional". Manohla Dargis de The New York Times va definir la pel·lícula com "una història aparentment senzilla sobre el perdó" en què "les imatges són d'una bellesa extraordinària" i va dir que "Els personatges semblen il·luminats des de l'interior". La revista Sight & Sound la va classificar com a número 6 de la llista de les millors pel·lícules del 2007. Roger Ebert va classificar la pel·lícula com una de les deu primeres pel·lícules independents del 2009 així com una de les millors pel·lícules de la dècada de 2000. El crític de Le Monde va escriure que "el geni de Reygadas fa que cada moment sigui sagrat".
Film Comment va remarcar les semblances de Luz silencioesa amb la pel·lícula Ordet (1955) del cineasta danès Carl Theodor Dreyer. Entre altres elements, compta amb escenes pastorals de granja, rellotges, ritme lent, silenci, personatges centrals de noms similars (Johan i Johannes a Ordet), un enfocament en una gran família de pagesos, un protagonista que qüestiona l'estricta pietat de la seva pare ministre, la mort de l'esposa del protagonista en relació aparent amb la transgressió del seu marit i, de manera més destacada, l'aparent resurrecció de la dona dels morts provocada per un petó. No és estrictament un remake d'Ordet, ja que hi ha nombroses i substancials diferències en la trama. A més, la pel·lícula de Reygadas no inclou el personatge d'un fill profètic.
La pel·lícula va ser nominada en nou categories, incloses totes les principals, als Premis Ariel a Mèxic.

### Llistes top ten
La pel·lícula va aparèixer a les llistes de diversos crítics de les deu millors pel·lícules de 2008.
- 2a - A. O. Scott, The New York Times[14]
- 4a - Scott Foundas, LA Weekly[15]
- 5a - Manohla Dargis, The New York Times[16]
- 6a - David Ansen, Newsweek[17]
- 6a - J. Hoberman, The Village Voice[18]

## Premis
- Premi Cóndor de Plata 2011. Millor Pel·lícula Iberoamericana. Nominada
- Premis Ariel 2008. Millor Fotografia, Millor Coactuación Femenina, Millor Guió, Millor Direcció i Millor Pel·lícula.
- Festival de Cannes 2007. Premi del Jurat
- Festival de Cinema Iberoamericà de Huelva 2007. Colón d'Or
- 29è Festival Internacional del Nou Cinema Llatinoamericà de l'Havana. 2007. Primer Premi Coral, Millor Director, Millor Fotografia i Millor So.
- Festival de Rio de Janeiro 2007. Fipresci
- Fipresci. Millor Pel·lícula Llatinoamericana de l'any 2007
- Festival de Cinema de Lima 2007. Premi del Jurat, Premi de la Crítica i Millor Fotografia.
- Festival Internacional de Cinema de Chicago 2007. Premi Hugo d'Or
- Festival de Bergen 2007. Millor Pel·lícula
- Festival de Cinema d'Estocolm 2007. Millor Guió
- Festivalissimo, Mont-real 2008. Millor Pel·lícula
- Festival de Fortaleza 2008. Millor Director, Millor Fotografia, Millor So, Premi de la Crítica.
- Festival de Cinema Independent de Romania 2008. Millor Pel·lícula
- Festival Internacional de Cinema de Riga, Arsenals 2008. Millor Pel·lícula
- Mostra Internacional de Cinema de Santo Domingo 2008. Millor Director i Millor Fotografia
- Festival Zero Latitud de l'Equador 2008. Premi de la Crítica

## Comentaris
Aquest film ocupa el lloc 98 dins de la llista de les 100 millors pel·lícules mexicanes de la història, segons l'opinió de 27 crítics i especialistes del cinema a Mèxic, publicada pel portal Sector Cine al juny de 2020.